# Funny Boy (film, 2020)
Pour les articles homonymes, voir Funny Boy.
Pour plus de détails, voir Fiche technique et Distribution.
Funny Boy est un film indien réalisé par Deepa Mehta, sorti en 2020.

## Synopsis
Arjie Chelvaratnam, un garçon tamoul du Sri Lanka doit composer avec son homosexualité alors que les tensions sociétales préfigurent la guerre civile du Sri Lanka.

## Fiche technique
- Titre : Funny Boy
- Réalisation : Deepa Mehta
- Scénario : Deepa Mehta et Shyam Selvadurai
- Musique : Howard Shore
- Photographie : Douglas Koch
- Montage : Teresa Font
- Production : Lodi Butler, David Hamilton et Howard Shore
- Société de production : ARRAY Releasing et Hamilton-Mehta Productions
- Pays :  Inde,  Sri Lanka,  Canada et  États-Unis
- Genre : Drame
- Durée : 109 minutes
- Dates de sortie : 
  - Canada : 4 décembre 2020

## Distribution
- Arush Nand : Arjie enfant
- Brandon Ingram : Arjie
- Nimmi Harasgama : Amma / Nalini
- Agam Darshi : Radha
- Seema Biswas : Ammachi
- Ali Kazmi : Appa
- Shivantha Wijesinha : Jegan
- Ruvin De Silva : Anil
- Rehan Mudannayake : Shehan

## Accueil
Le film a reçu un accueil favorable de la critique. Il obtient un score moyen de 62 % sur Metacritic.